# ماهیچه‌های میان‌استخوانی کف‌پایی
ماهیچه‌های میان‌استخوانی کف‌پایی (انگلیسی: Plantar interossei muscles) سه ماهیچه کوچک هستند که در میان استخوان‌های کف پا جای گرفته‌اند. کارکرد آن‌ها تا کردن انگشتان پا و دور کردن انگشتان پا است.
خاستگاه: کناره میانی استخوان‌های کف پائی سوم، چهارم و پنجم
پیوندگاه: کناره داخلی پایه بندهای پروکسیمال انگشتان سوم، چهارم و پنجم پا
عصب‌گیری: از عصب کف پائی جانبی

## نگارخانه

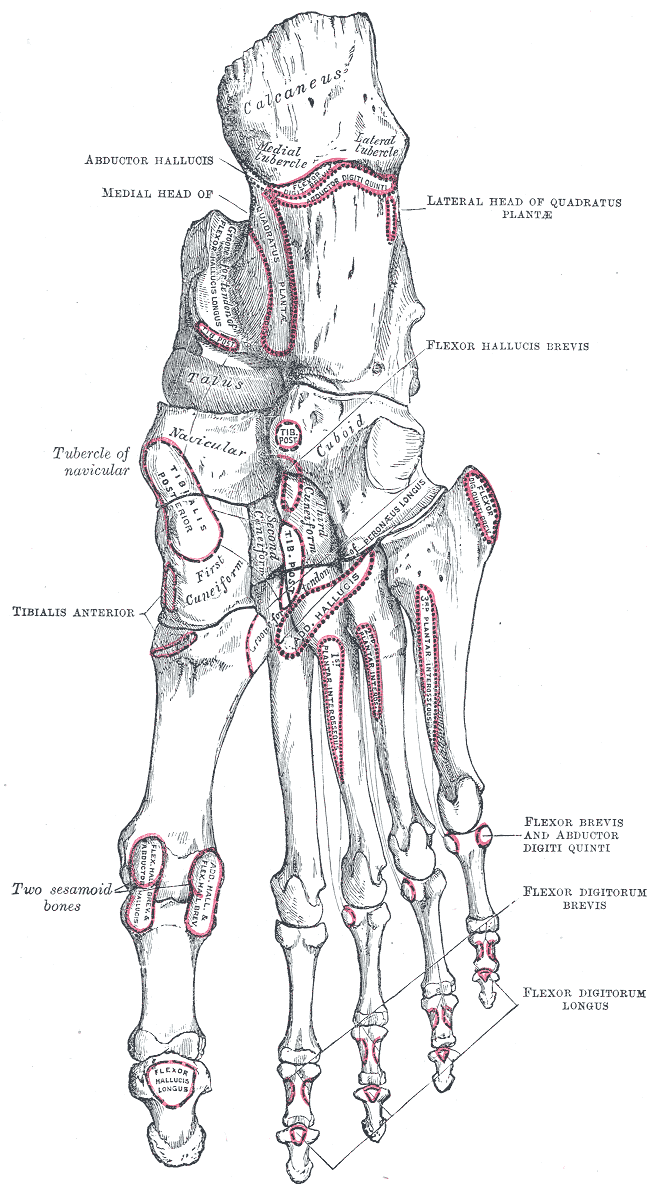
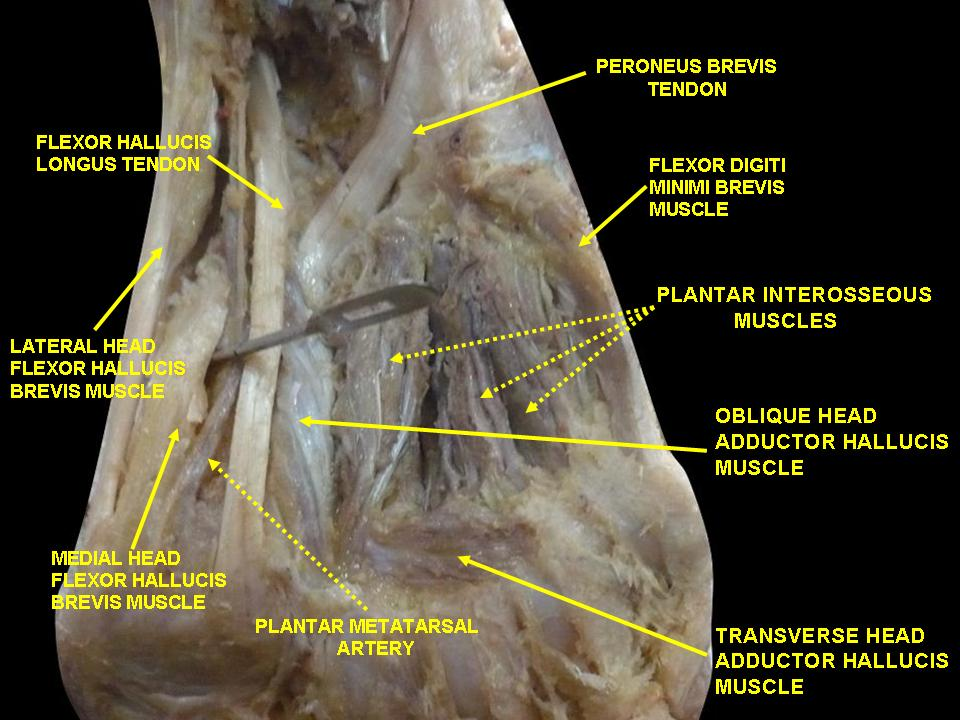